# Mindelheim
Mindelheim este un oraș din districtul Unterallgäu, regiunea administrativă Șvabia, landul Bavaria, Germania.